# Camila (음반)
《Camila》는 미국의 가수 카밀라 카베요의 데뷔 솔로 정규 앨범이다. 2018년 1월 12일 에픽 레코드와 사이코를 통해 발매되었다. 카베요가 걸그룹 피프스 하모니를 탈퇴한 후, 2017년 1월부터 앨범 작업이 시작되었다. 당초 앨범 제목은 《The Hurting. The Healing. The Loving.》이었으며, 카베요의 데뷔 솔로 싱글 〈Crying in the Club〉이 리드 싱글로 계획되었으나, 이후 앨범 제목이 《Camila》로 변경되었고, 〈Havana〉가 공식 리드 싱글로 선정되면서 〈Crying in the Club〉은 최종 트랙리스트에서 제외되었다. 〈Havana〉는 국제적인 성공을 거두며 오스트레일리아, 브라질, 캐나다, 프랑스, 영국, 미국을 포함한 여러 국가에서 차트 1위를 기록했으며, 다른 여러 국가에서도 상위 10위권에 들었다. 《Camila》는 주로 팝 장르를 기반으로 하며, 알앤비, 라틴, 레게톤, 댄스홀, 힙합 요소를 포함하고 있다. 앨범은 프랭크 듀크스, 스크릴렉스, T-마이너스를 비롯한 여러 프로듀서가 참여하여 제작되었다.
《Camila》는 현대 음악 비평가들로부터 대체로 긍정적인 평가를 받았으며, 특히 라틴 음악적 요소와 발라드곡이 호평을 받았다. 이 앨범은 미국 《빌보드》 200 차트에서 1위로 데뷔했으며, 11만 9천 장의 앨범 등가 단위를 기록했는데, 그중 6만 5천 장이 순수 앨범 판매량이었다. 2019년까지 총 500만 장이 판매되었다. 〈Never Be the Same〉은 2017년 12월 7일 싱글로 발매되었으며, 여러 국가에서 상위 10위권에 진입했다. 〈Consequences〉는 2018년 10월 9일 컨템포러리 히트 라디오를 통해 마지막 싱글로 발매되었으며, 10월 22일에는 성인 컨템포러리 라디오용 오케스트라 버전이 공개되었다. 카베요는 이 앨범을 홍보하기 위해 다양한 TV 공연, 2018-19년 Never Be the Same Tour, 그리고 테일러 스위프트의 Reputation Stadium Tour (2018)의 오프닝 무대에 올랐다. 《Camila》는 제61회 그래미 어워드에서 최우수 팝 보컬 앨범 부문 후보에 올랐다.

## 배경
카밀라 카베요는 2012년 《더 엑스 팩터》 미국판 시즌 2에서 결성된 걸그룹 피프스 하모니의 멤버로 처음 이름을 알렸다. 이 그룹은 경연에서 3위를 차지한 후 사이코 뮤직과 에픽 레코드와 음반 계약을 체결했다. 피프스 하모니는 2015년 싱글 〈[[Worth It{]〉으로 돌파구를 마련했으며, 2016년에는 미국 빌보드 핫 100 차트 10위권에 진입한 〈Work from Home〉으로 더 큰 성공을 거두었다. 카베요는 그룹에서 두 장의 정규 앨범을 발표했으며, 두 앨범 모두 미국에서 골드 인증을 받았다. 카베요는 2015년 캐나다 가수 숀 멘데스와 함께한 〈I Know What You Did Last Summer〉를 통해 그룹 외 활동을 시작했다. 이후 2016년에는 머신 건 켈리와 협업한 〈Bad Things〉를 발표하였으며, 해당 곡은 그녀의 첫 솔로 톱 10 싱글이 되었다.
카베요의 솔로 활동이 활발해지면서 그녀가 피프스 하모니를 떠날 것이라는 추측이 계속되었으며, 2016년 12월 공식적으로 그룹을 탈퇴했다. 이후 《Latina》 매거진과의 인터뷰에서 그녀는 "나는 내 마음과 예술적 비전을 따를 필요가 있었다. 피프스 하모니에서의 경험에 감사하며, 지금은 성공보다 최선을 다해 나의 예술적 비전을 온전히 추구하는 데 집중하고 있다"고 밝혔다. 그녀의 탈퇴는 비욘세와 저스틴 팀버레이크가 그룹 활동 후 솔로로 성공한 사례와 비교되기도 했다.
카베요는 《Camila》를 녹음하는 동안 여러 아티스트와 협업하였다. 그녀는 캐시미어 캣의 싱글 〈Love Incredible〉에 참여하였으며, 피트불과 제이 발빈과 함께한 스팽글리시 곡 〈Hey Ma〉에도 참여하였다. 이 곡은 2017년 개봉한 영화 《분노의 질주: 더 익스트림》의 사운드트랙에 수록되었다. 또한 메이저 레이저, 트래비스 스콧, 그리고 퀘이보와 함께 〈Know No Better〉를 작업하였다. 해당 곡은 영국과 프랑스를 포함한 여러 유럽 국가에서 인기를 얻었다. 카베요는 《Camila》 발매 전 브루노 마스의 24K Magic World Tour 일부 일정에서 오프닝 공연을 맡아, 당시 미완성이었던 정규 앨범의 곡들을 선보이기도 하였다.

## 녹음 및 개발
이 음반의 작업은 공식적으로 2017년 1월에 시작되었다. 초기 녹음 세션에서 카밀라는 디플로와 퍼렐 윌리엄스를 포함한 여러 유명 프로듀서 및 작가들과 작업했다. 전자의 협업곡은 《Camila》에 포함되지 않았지만, 후자는 〈Havana〉의 작곡자로 이름을 올렸다. 그녀는 또한 앤드류 "팝" 완셀과 미공개 곡 작업을 진행했으며, 완셀은 "나는 그녀의 재능을 절대 과소평가하지 않았지만, 이렇게 강력한 비전을 가지고 있을 줄은 예상하지 못했다."라고 말했다. 카밀라는 이 음반을 통해 "어둠에서 빛으로 나아가는 과정, 길을 잃은 시기에서 다시 자신을 찾게 된 순간"의 이야기를 전하고 싶었다. 음반의 곡들은 ‘아픔, 치유, 사랑’이라는 감정을 다룰 예정이었다. 카베요는 시아가 작곡한 〈Crying in the Club〉을 녹음했으며, 이 곡에 추가적인 가사를 썼다. 곡의 주제는 "음악의 힘을 통해 치유되는 과정"이다. 프로듀서는 베니 블랑코, 캐시미어 캣, 해피 페레즈가 맡았다. 또한 제시 샷킨과 함께 〈I Have Questions〉를 작업했다.
영국의 싱어송라이터 에드 시런은 〈The Boy〉라는 데모를 카밀라에게 보냈으며, 그녀는 원곡의 90%에 해당하는 가사를 수정했다. 시런은 이 곡을 비욘세의 〈Crazy in Love〉와 비슷한 "펑크(Funk) 스타일"이라고 설명했다. 카밀라는 라이언 테더와 여러 곡을 작업했으며, 테더는 그녀의 작곡 능력에 대해 "완전히 압도당했다"고 극찬했다. 그는 ABC 뉴스와의 인터뷰에서 "우리가 작업한 것과 내가 들은 것들은 매우 현대적이고 최첨단이지만, 여전히 그녀다운 느낌이 든다. 쿠바적인 영혼이 담겨 있다"고 말했다. 테더가 공동 작곡한 노래 〈Into It〉은 두 사람이 작업한 곡 중 유일하게 앨범의 트랙 리스트에 포함되었다. 카베요는 또한 〈Sangria Wine〉이라는 제목의 곡을 확인해 주었다. 프로듀싱 듀오 스타게이트는 힙합 영향을 받은 곡 〈OMG〉을 프로듀싱했으며, 이 곡에는 래퍼 퀘이보가 피처링으로 참여했다. 이 곡은 카베요, 퀘이보, 스타게이트, 누니 바오, 알렉산드라 야첸코, 그리고 팝 가수 찰리 XCX가 공동 작곡했다. 찰리 XCX는 또한 카베요의 작곡 실력을 칭찬하며 "정말 놀라운 작곡가다. 그녀가 모든 것을 다 준비해 와서 '내가 여기 왜 있지?' 싶을 정도였다. 그녀는 정말 다음 레벨이었다. 그녀와 함께 작업하게 되어 정말 영광이었다. 너무 흥분됐다"고 말했다. 바오와 야첸코는 또한 《Camila》의 수록곡 〈Never Be the Same〉을 공동 작곡했다.
〈Crying in the Club〉 발매 전, 카베요의 첫 솔로 싱글로 〈A Good Reason to Go〉라는 곡이 공개될 것이라는 소문이 돌기 시작했다. 이 곡이 피프스 하모니 탈퇴에 대한 내용을 담고 있을 것이라는 추측이 나왔으나, 카베요가 공식적으로 첫 싱글을 발표하면서 이러한 루머는 일단락되었다. 해당 곡은 앨범에 〈Something's Gotta Give〉라는 제목으로 수록되었다. 같은 해 5월, 카베요는 앨범에 수록될 곡으로 〈It's Only Natural〉을 확인해 주었다. 그녀는 《24K Magic World Tour》 동안 미발매 곡이었던 〈Havana〉, 〈OMG〉, 〈Inside Out〉, 〈Never Be the Same〉을 처음으로 공개했다. 카베요는 해당 곡들이 자신의 데뷔 앨범에 수록될 것임을 확인했다. 이후 〈Scar Tissue〉와 〈In the Dark〉 또한 앨범에 포함될 것이라고 발표했다.
〈Havana〉의 예상치 못한 상업적 성공 이후, 카베요는 앨범 발매를 미루고 추가로 곡을 녹음하기로 결정했다. 이후 기존의 많은 곡들이 최종 트랙리스트에서 제외되었음을 확인했다. 그녀는 앨범의 총괄 프로듀서 프랭크 듀크스와 함께 라틴 음악과 현대적인 레게톤의 영향을 받은 곡들을 새롭게 작업했으며, 이는 Calle 13과 J 발빈 등의 아티스트에게서 영감을 받은 것이었다. 결과적으로 앨범의 원래 콘셉트였던 ‘고통, 치유, 사랑’이라는 주제는 폐기되었으며, 새롭게 녹음된 곡들로 구성되었다. 카베요는 MTV와의 인터뷰에서 "데뷔 앨범을 만들 기회는 한 번뿐이기 때문에 정말 열정적인 곡들로 채우고 싶었다. 어떤 앨범은 싱글보다 못한 곡들이 들어가기도 하는데, 나는 모든 곡이 싱글급이었으면 좋겠다"고 말했다. 카베요는 듀크스의 매니지먼트 회사인 일렉트릭 필(Electric Feel)과 협업했으며, 듀크스가 앨범의 총괄 프로듀서를 맡았다. 앨범 작업은 2017년 11월에 완료되었다.

## 곡 목록
| #            | 제목                               | 재생 시간 |
| ------------ | ---------------------------------- | --------- |
| 1.           | 〈Never Be the Same〉              | 3:46      |
| 2.           | 〈All These Years〉                | 2:44      |
| 3.           | 〈She Loves Control〉              | 2:57      |
| 4.           | 〈Havana (feat. 영 서그)〉         | 3:37      |
| 5.           | 〈Inside Out〉                     | 3:02      |
| 6.           | 〈Consequences〉                   | 2:58      |
| 7.           | 〈Real Friends〉                   | 3:34      |
| 8.           | 〈Something's Gotta Give〉         | 3:56      |
| 9.           | 〈In the Dark〉                    | 3:39      |
| 10.          | 〈Into It〉                        | 2:55      |
| 11.          | 〈Never Be the Same (radio edit)〉 | 3:47      |
| 총 재생 시간 | 총 재생 시간                       | 36:55     |